# 양양우체국
양양우체국(襄陽郵遞局)은 우편 및 우체국예금보험 관련 업무를 수행하는 강원지방우정청 소속 우체국이다. 강원특별자치도 양양군 양양읍 남문로 32에 있다.

## 기본 정보
- 주소: 강원특별자치도 양양군 양양읍 남문로 32
- 우편번호: 215-800

## 연혁
- 1905년 6월 15일: 양양지역 임시우체소 개소
- 1953년 12월 1일: 양양지역 군사우체국 개국
- 1954년 12월 1일: 주사국으로 승격
- 1989년 12월 30일: 사무관 관서로 승격
- 2002년 8월 1일: 양양관동대학우편취급소 개국[1]
- 2014년 6월 30일: 현북우체국 별정 우체국 폐국[2]
- 2014년 7월 1일: 현북우체국(6급) 신설 개국[2]
- 2017년 3월 31일: 수상우체국 별정 우체국 폐국[3]
- 2017년 4월 1일: 수상우체국(6급) 신설 개국[3]
- 2018년 12월 1일: 인구우체국을 현남우체국으로, 수상우체국을 양양서면우체국으로 명칭 변경[4]

## 관할 우체국
| 우체국명               | 사진 | 주소                                                | 비고                                                                                         |
| ---------------------- | ---- | --------------------------------------------------- | -------------------------------------------------------------------------------------------- |
| 강현우체국             |      | 강원특별자치도 양양군 강현면 동해대로 3495(정암2리) |                                                                                              |
| 손양우체국             |      | 강원특별자치도 양양군 손양면 손중로 186(하왕도리)   |                                                                                              |
| 양양관동대학우편취급소 |      | 강원도 양양군 양양읍 임천리 산7                     | 2002년 8월 1일 신설                                                                          |
| 양양서면우체국         |      | 강원특별자치도 양양군 서면 물윗구미길 1(상평리)     | 2017년 3월 31일 별정우체국 폐국 2017년 4월 1일 신설 2018년 12월 1일 수상우체국에서 명칭 변경 |
| 현남우체국             |      | 강원특별자치도 양양군 현남면 인구중앙길 42(인구1리) | 2018년 12월 1일 인구우체국에서 명칭 변경                                                     |
| 현북우체국             |      | 강원특별자치도 양양군 현북면 하조대1길 44(하광정리) | 2014년 6월 30일 별정우체국 폐국 2014년 7월 1일 신설                                          |

## 조직
- 우편물류과
  - 집배실
- 경영지도실
- 영업과